# Carl August Walbrodt
Carl August Walbrodt (* 28. November 1871 in Amsterdam; † 3. Oktober 1902 in Berlin) war ein deutscher Schachmeister.

## Lebensweg
Carl August Walbrodt wurde als Sohn deutscher Eltern in Amsterdam geboren. Seine Jugendzeit verbrachte er in der damals noch eigenständigen Stadt Köpenick nahe Berlin. Für den Kaufmannsstand erzogen, wurde er Mitbesitzer einer Fabrik. Walbrodt, der als kleinwüchsig beschrieben wird, konzentrierte sich auf das Schachspiel, für das er eine große Begabung zeigte. Seine Gesundheit wurde durch ein Lungenleiden frühzeitig beeinträchtigt.
Im Nachruf der New York Times auf Walbrodt hieß es, dessen gewaltiges Talent sei 1890 in einem Berliner Café von Richard Buz, einem führenden Mitglied des Manhattan Chess Club, entdeckt worden. Als Buz erfuhr, dass Walbrodt keinen Kontakt zu einem Schachverein besaß, habe dieser ihn persönlich in die Berliner Schachgesellschaft eingeführt.
Nach Angaben Siegbert Tarraschs war Walbrodt „im Jahre 1891 in den Berliner Schachkreisen aufgetaucht und hatte sich durch eine ununterbrochene Kette von Match- und Turniererfolgen schnell einen großen Namen in der Schachwelt errungen“.
Schon 1893 erreichte Walbrodt seine beste historische Elo-Zahl von 2706. Demnach lag er auf Platz fünf der nachträglich berechneten Weltrangliste.
Abgesehen vom Turnier- und Wettkampfschach (zu den Einzelheiten siehe unten) war Walbrodt Redakteur der Berliner Schachzeitung (im ersten Jahre des Bestehens derselben) und gründete hierauf das Internationale Schachjournal, welches sich aber nicht lange behaupten konnte. Zudem leitete er mehrere Schachspalten, zuletzt im Berliner Lokal-Anzeiger. Walbrodt gründete u. a. den Schachklub Nordstern und gehörte mehreren Vereinen als Ehrenmitglied an. 1897/98 war der jetzt in Kreuzberg lebende Kaufmann Vorsitzender des Schachvereins Centrum.
Das Turnierspiel war ihm bereits lange vor seinem Tod aufgrund seines Gesundheitszustandes nicht mehr möglich, obwohl sich dieser im Sommer 1902 zeitweilig besserte. So nahm er noch Simultanvorstellungen wahr. Am 30. August 1902 gab er im Schachklub Springer ein Simultan an 22 Brettern, wurde dabei aber von H. Wolf und Curt von Bardeleben abgelöst, die alternierend die Partien zu Ende spielten (+20 =1 −1). Einen Monat später verstarb Walbrodt an Tuberkulose.
Ihm zu Ehren benannte sich der Schachklub Nordstern in Schachklub Walbrodt um. Der Klub hatte sein Domizil in der Müllerstraße des Berliner Ortsteils Wedding.

## Turniere
Im Alter von 21 Jahren erzielte er 1892 beim Kongress des Deutschen Schachbundes in Dresden den 4./5. Platz und verlor keine einzige Partie (+4, =12). Im folgenden Jahr teilte er mit Curt von Bardeleben in Kiel den ersten Platz, was gleichbedeutend mit dem Deutschen Meistertitel war. Beim Kongress in Leipzig 1894 erreichte er wieder einen geteilten 4./5. Preis.
Beim großen internationalen Turnier von Hastings landete er 1895 im Mittelfeld auf dem elften Rang unter insgesamt 22 Teilnehmern. Im Jahr 1896 nahm er an zwei weiteren bedeutenden internationalen Turnieren teil, in Nürnberg teilte er mit Carl Schlechter den 7./8. Preis und in Budapest erreichte er den 6./7. Preis. Beim Turnier der Berliner Schachgesellschaft belegte er 1897 den zweiten Platz. In der ersten Runde hatte Walbrodt den späteren Turniersieger Rudolf Charousek geschlagen, auf den weiteren Rängen folgten Joseph Blackbourne, Dawid Janowski und Amos Burn. Indem er „Charousek den ersten Preis beinahe streitig machte“, errang er nach dem Urteil der Deutschen Schachzeitung seinen größten Erfolg als Meister. Zu Beginn dieses Jahres war Walbrodt weniger erfolgreich gewesen. Bei einem kleinen Meisterturnier des Schachvereins Centrum wurde er hinter von Bardeleben, Charousek, Wilhelm Cohn und Jacques Mieses nur Fünfter vor Arved Heinrichsen und Franz Gutmayer. In Wien 1898 fiel ihm ein Spezialpreis zu.

## Zweikämpfe
Seinen ersten größeren Wettkampf gewann Walbrodt 1891 in Berlin gegen Emil Schallopp mit 5:3 (+5 =1 −3). Das Match begann für Walbrodt äußerst ungünstig: Schallopp ging mit 3:0 in Führung, nur die zweite Partie konnte Walbrodt remis halten. Dann verlor aber der bekannte Meister Schallopp fünf Partien hintereinander gegen seinen jugendlichen Gegner.
Die sensationelle Aufholjagd Walbrodts sorgte in der Schachwelt für viel Gesprächsstoff und auch Walbrodt selbst wurde nun mutiger und forderte Theodor von Scheve heraus. Der Kampf begann am 14. Oktober 1891 und nach hartnäckigem Streit endete die erste Partie remis. Sieger sollte sein, wer zuerst fünf Partien gewinnt – wobei die ersten drei Remispartien nicht zählen sollten. Gespielt wurde Mittwoch und Sonnabend nachmittags im Schillergarten, Bellevuestr. 20 in Berlin. Der Wettkampf wurde nach zehn Partien unentschieden abgebrochen, nachdem jeder Spieler vier Partien gewonnen hatte und zwei Partien remis endeten.
Vor dem Match gegen von Scheve hatte Walbrodt Ende August 1891 außerdem Hermann Keidanski mit 5:1 (+5,-1) bezwungen. Im Juni 1892 schlug er schließlich Curt von Bardeleben überlegen mit 4:0 (+4 =4 −0). Zur neunten Partie erschien von Bardeleben nicht mehr, nachdem er bereits die unterbrochene achte Partie nicht mehr aufgenommen und deshalb verloren hatte. Als Sieger sollte eigentlich gelten, wer zuerst sechs Gewinnpartien aufzuweisen hatte. Der Einsatz für den Wettkampf waren 300 Mark auf jeder Seite.
Im Jahr 1893 gewann Walbrodt auf einer Amerika-Reise, die ihm durch den Club in Havanna möglich gemacht worden war, gegen eine Reihe schwächerer Gegner (Vasquez, Ettlinger und Eugene Delmar), verlor aber in Boston gegen Pillsbury. 1894 besiegte er in Berlin Wilhelm Cohn mit 5:0 und machte einen Wettkampf mit Jacques Mieses unentschieden.
Nach seinen bisherigen Erfolgen forderte Walbrodt 1894 Siegbert Tarrasch zu einem Wettkampf heraus. Ursprünglich sollte das Match in Berlin stattfinden und war auf zehn Gewinnpartien angesetzt. Schließlich wurde der Wettkampf nach Nürnberg verlegt und um sieben Partien ausgetragen. Der Einsatz betrug in diesem Fall 800 Mark. Tarrasch erzielte mit 7:0 einen überwältigenden Sieg, nur eine einzige Partie endete remis. Der Publikumsandrang war ungewöhnlich groß, einem abschließenden Simultanspiel Walbrodts gegen 51 Gegner (+42 =4 −5) sollen 800 Personen beigewohnt haben. Ein von Walbrodt vorgeschlagener Revanchekampf im folgenden Jahr kam nicht zustande.
Am 3. November 1897 begann Walbrodt – abwechselnd in den Räumen der Berliner Schachgesellschaft und vom Schachverein Centrum – einen Wettkampf über sechs Partien gegen David Janowski. Der Einsatz betrug 1000 Mark. Walbrodt gewann die zweite und vierte Partie und führte damit 3:1, so dass ihm lediglich ein Remis zum Matchsieg fehlte. Janowski glich jedoch durch zwei Siege zum 3:3 aus. Für den Fall war eine Verlängerung um drei Partien vereinbart. Janowski gewann die beiden nächsten Partien und entschied damit den Kampf gegen Walbrodt (+2 =2 −4).

## Schachkomposition
Walbrodt komponierte folgende Miniatur.
|   | a | b | c | d | e | f | g | h |   |
| 8 |   |   |   |   |   |   |   |   | 8 |
| 7 |   |   |   |   |   |   |   |   | 7 |
| 6 |   |   |   |   |   |   |   |   | 6 |
| 5 |   |   |   |   |   |   |   |   | 5 |
| 4 |   |   |   |   |   |   |   |   | 4 |
| 3 |   |   |   |   |   |   |   |   | 3 |
| 2 |   |   |   |   |   |   |   |   | 2 |
| 1 |   |   |   |   |   |   |   |   | 1 |
|   | a | b | c | d | e | f | g | h |   |

Lösung:

1. De1–c1 Kd4xe5 2. Dc1–e3+ Ke5-f(d)6 3. De3–e7 matt

1. … Sb2–d3 2. Se5xd3 Kd4–e4 3. Dc1–f4 matt

1. … Sb2–c4 2. Se5–d7 S beliebig 3. Dc1–c5 matt